# Estação Aricanduva
A Estação Aricanduva é uma estação em obras do Metrô de São Paulo. Faz parte do projeto de expansão da Linha 2–Verde entre Vila Prudente e Dutra (Guarulhos), com previsão de inauguração para 2028.

## História
O primeiro projeto para construção de uma estação cruzando a Avenida Aricanduva surgiu no Plano Integrado de Transportes Urbanos para o horizonte 2020 (PITU 2020), elaborado em 1999. A estação Aricanduva era parte de uma nova linha chamada Sacomã-São Miguel Paulista e seu projeto previa a construção no cruzamento das Avenidas Aricanduva e Itaquera. O projeto da estação Aricanduva foi mantido no projeto Rede Azul da Companhia do Metropolitano de São Paulo, porém acabou retirado do plano seguinte, chamado Rede Essencial (2006). O projeto de Aricanduva foi retomado apenas em 2009, quando o eixo de expansão da Linha 2-Verde foi alterado do Tatuapé para a Penha.